# Visa payWave

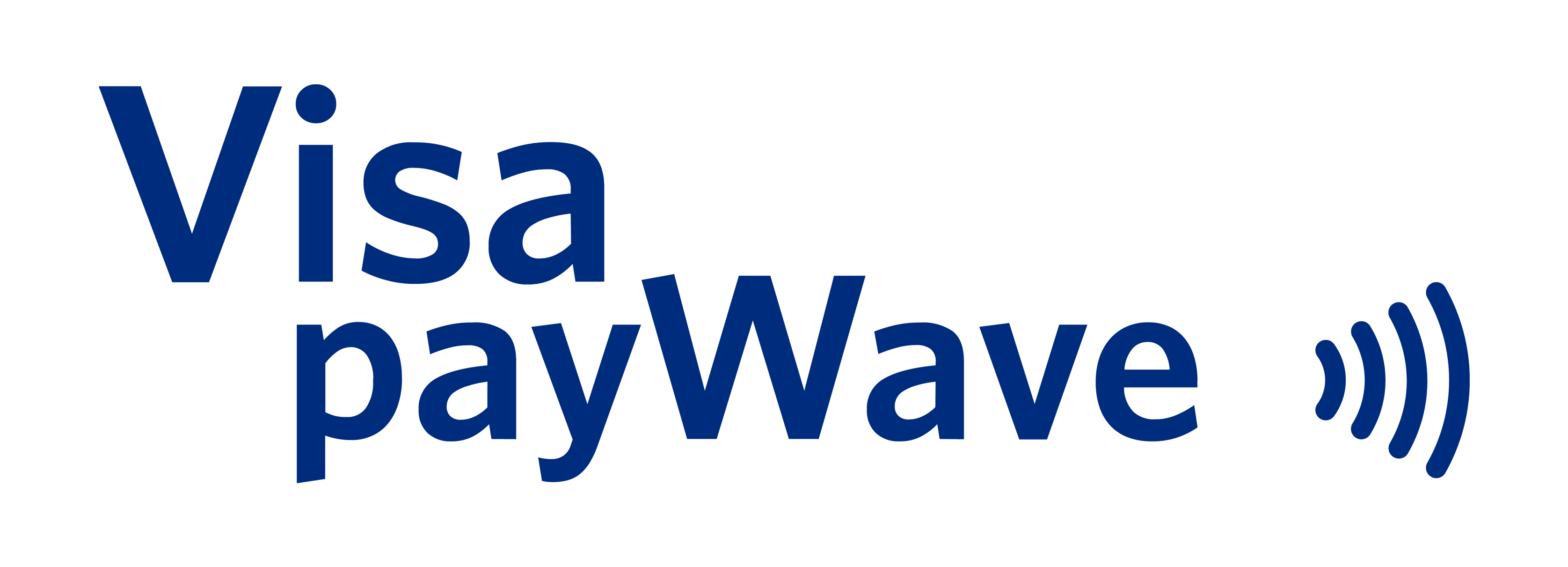
Logotyp systemu Visa payWave (2018)

Visa payWave – technologia Visa dla kart zbliżeniowych, pozwalająca na bezprzewodową płatność za drobne kwoty (do 100 zł bez podania kodu PIN) poprzez zbliżenie specjalnie wyposażonej karty płatniczej do czytnika bezprzewodowego lub płatności na wyższe kwoty w tradycyjny sposób.

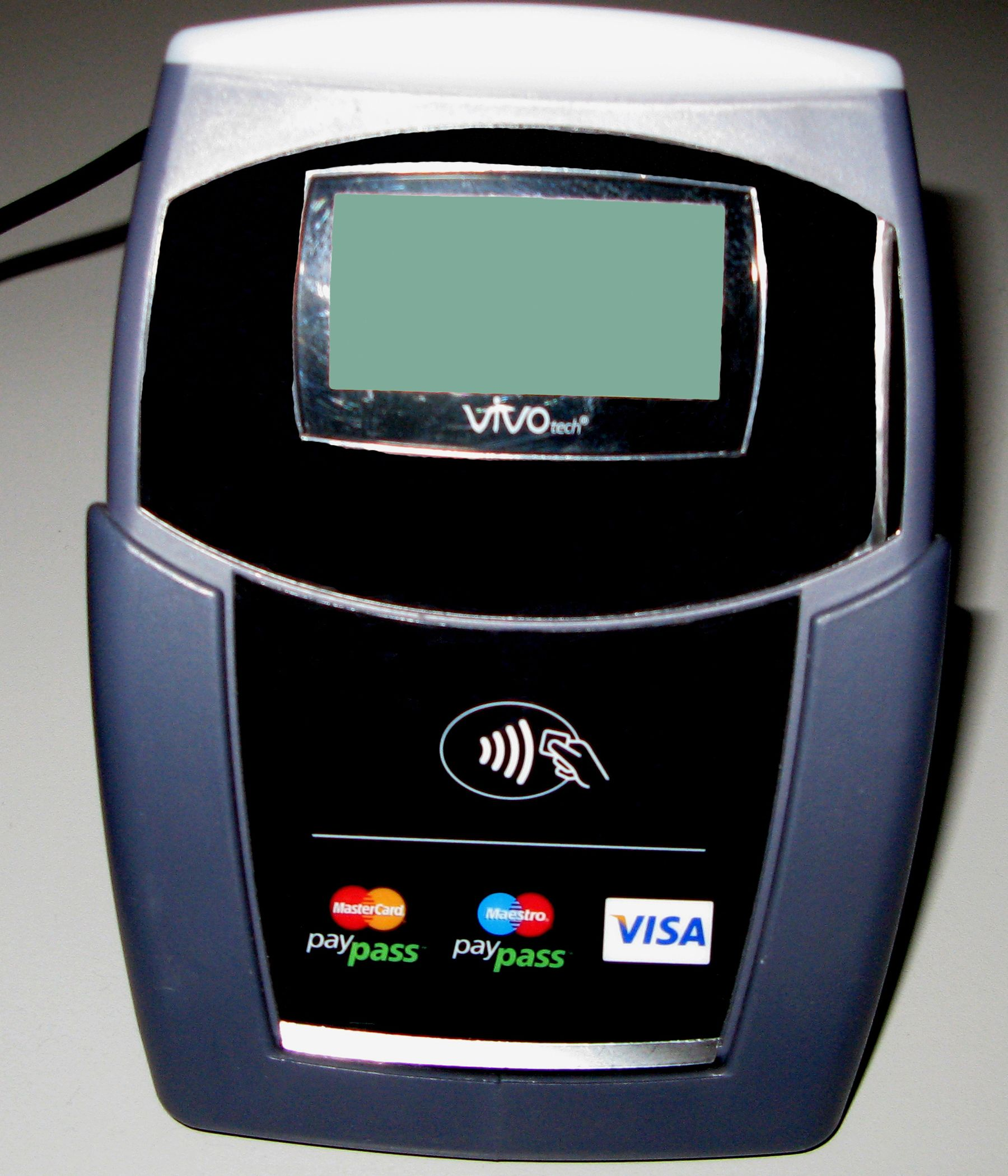
Terminal dla VISA payWave / MasterCard Paypass

Zaletami tego rozwiązania jest brak konieczności podawania karty sprzedawcy po to, by terminal mógł odczytać dane z paska magnetycznego lub mikroprocesora karty oraz możliwość błyskawicznego płacenia drobnych kwot bez autoryzacji on-line. Technologia jest rozwinięciem standardu kart bezprzewodowych ISO/IEC 14443, a specyfikacja techniczna Visa payWave jest zgodna z międzynarodowym standardem EMV.
Technologia płatności zbliżeniowych Visa payWave została wprowadzona w 2004, a pierwsze karty Visa payWave w Europie pojawiły się w 2005. Na polskim rynku pierwsze karty Visa payWave, wydane przez Bank Zachodni WBK, wprowadzono w 2008. Pod koniec 2009 w Polsce było ponad 100 tysięcy kart Visa payWave. Wymianę ponad 6 milionów swoich debetowych kart Visa na karty z funkcjonalnością Visa payWave prowadzi największy polski bank detaliczny - PKO Bank Polski. 

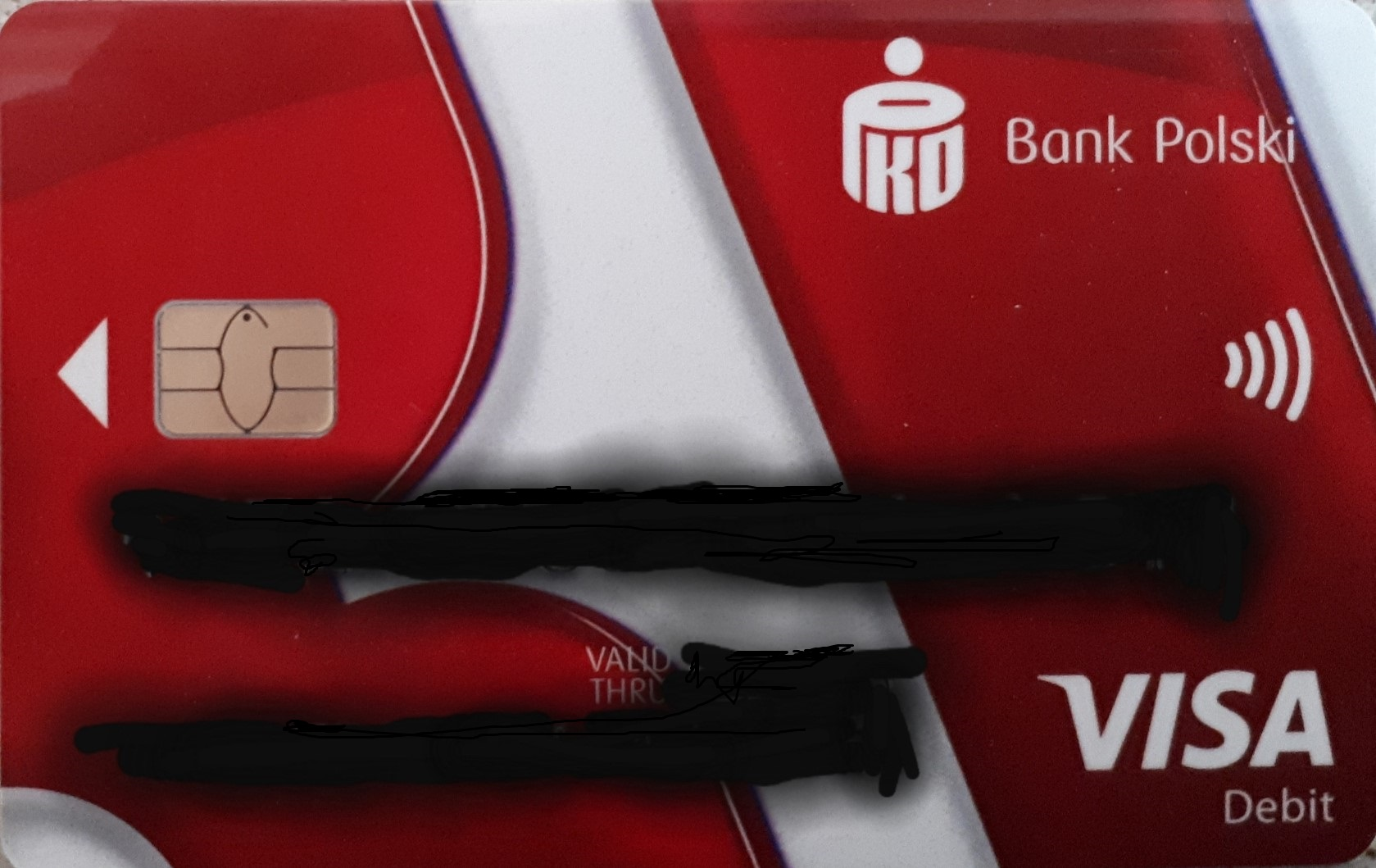
Karta debetowa Visa payWave wydana przez bank PKO BP (2014)

Obecnie karty Visa payWave wydają następujące polskie banki, marki bankowe i oddziały zagranicznych instytucji kredytowych działające w Polsce (stan na październik 2022): Bank Gospodarstwa Krajowego, Bank Handlowy w Warszawie, Bank Nowy, Bank Polskiej Spółdzielczości, Bank Spółdzielczy Rzemiosła w Krakowie, Bank Spółdzielczy w Brodnicy, BNP Paribas Bank Polska, Credit Agricole Bank Polska, ING Bank Śląski, Inteligo, Krakowski Bank Spółdzielczy, Nest Bank, Plus Bank, mBank, Millennium, neoBank, Pekao, PKO Bank Polski, Santander Bank Polska, Santander Consumer Bank, SGB-Bank, SKOK, Societe Generale Oddział w Polsce, Toyota Bank Polska. 
W przeszłości wydawcami tych kart w Polsce były następujące instytucje: Bank BPH, Bank Gospodarki Żywnościowej, Bank Pocztowy, BOŚ Bank, Cetelem Bank, Deutsche Bank Polska, Deutsche Bank PBC, DNB Bank Polska, Eurobank, Getin Noble Bank, Idea Bank, Kredyt Bank, Meritum Bank, MultiBank, Nordea Bank Polska, Podkarpacki Bank Spółdzielczy, Polbank EFG, Sygma Banque, Raiffeisen Bank Polska, Volkswagen Bank Polska.